# Wahine
El TSS Wahine (que significa "mujer" en idioma maorí) fue un barco de pasajeros de la Union Steamship Company que se botó en Escocia en 1912 y naufragó en el mar de Arafura en 1951. Pasó la mayor parte de su carrera en la ruta de ferry entre islas entre Wellington y Lyttelton, Nueva Zelanda. Fue un minador en la Primera Guerra Mundial y un barco de transporte de tropas en la Primera Guerra Mundial, la Segunda Guerra Mundial y la Guerra de Corea.

## Hundimiento

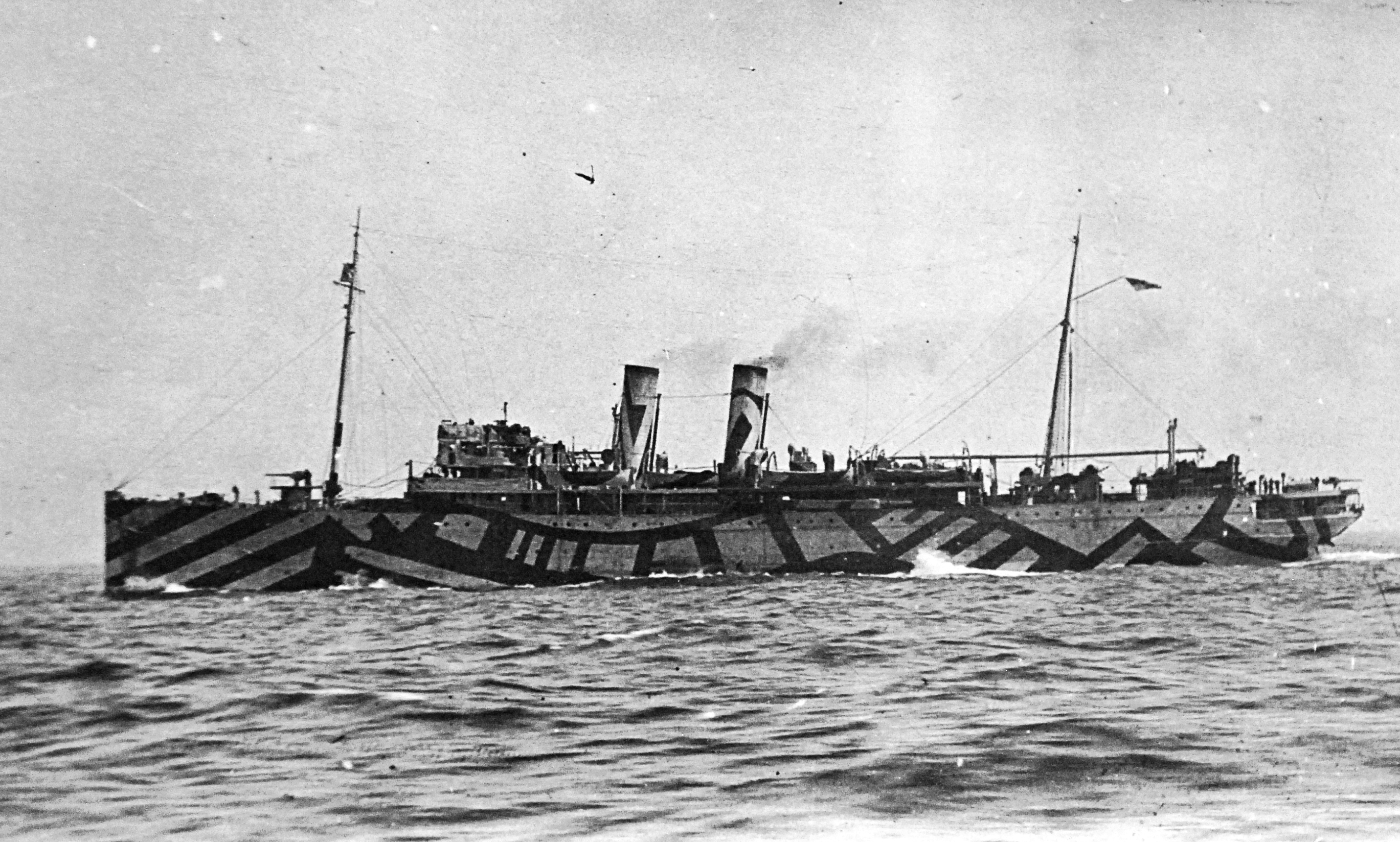
Como minador con camuflaje deslumbrante en 1917

En julio de 1951, el gobierno de Nueva Zelanda fletó el Wahine para llevar tropas del Cuerpo de Servicio del Ejército de Nueva Zelanda a Corea del Sur. El 2 de agosto partió de Wellington con 577 soldados. Hizo escala en Cairns, Queensland y Darwin, de donde partió el 14 de agosto. A las 5:40 am del 15 de agosto encalló en el arrecife de la isla Masela frente al cabo Palsu en el mar de Arafura, quedando retenido hasta la popa de su sala de máquinas. 
En respuesta a su llamada de socorro, el petrolero Stanvac Karachi de la Standard Vacuum Oil Company rescató a todos los que estaban a bordo. Los intentos de salvamento no tuvieron éxito y el barco fue abandonado como pérdida total.